# Coleu de Samos
Coleu de Samos (en grec antic Κωλαῖος "folre") va ser un comerciant, viatger i explorador nascut a Samos, que va viure al segle vii aC.
Segons Heròdot, va ser el primer que va arribar més enllà de les columnes d'Hèracles. Va anar a Egipte l'any 640 aC, i una tempesta amb un fort vent de llevant, el va arrossegar fins més enllà de les columnes d'Hèracles, i "sota l'empara dels déus" van arribar a Tartessos (Ταρτησσός).
Va obtenir grans beneficis venent les seves mercaderies, i va tornar a Samos amb un gran carregament de metall. Es considera el primer grec que va obrir una ruta de navegació cap a l'Europa occidental, abans que els fenicis. Aquest comerç, que va florir durant el segle VII i el segle VI aC, va beneficiar a tota la Jònia.